# Agaricus bernardii
Agaricus bernardii es una especie de hongo comestible, basidiomicetos de la familia Agaricaceae.

## Características
La forma del sombrero (Píleo) es convexo a plano, la superficie es seca y pueden medir hasta 15 centímetros de diámetro, su color es blanquecino.
El tallo puede medir hasta 8 centímetros y su grosor varia entre 2 y 4 centímetros de ancho.
La carne es blanca y firme. Es un hongo que se encuentra en las zonas cercanas al mar de Europa y en Estados Unidos, crece en los prados y jardines, en los meses de verano, otoño y en invierno.

## Comestibilidad
Es una seta comestible.